# 托乎拉乡
托乎拉乡，是中华人民共和国新疆维吾尔自治区阿克苏地区温宿县下辖的一个乡镇级行政单位。

## 行政区划
托乎拉乡下辖以下地区：
托乎拉村、库如力村、海力瓦甫村、托万克苏布拉克村、托万克库尔巴格村、尤喀克苏布拉克村、尤喀克库尔巴格村、吐格其村和大汗村。